# Туризм в Альберті

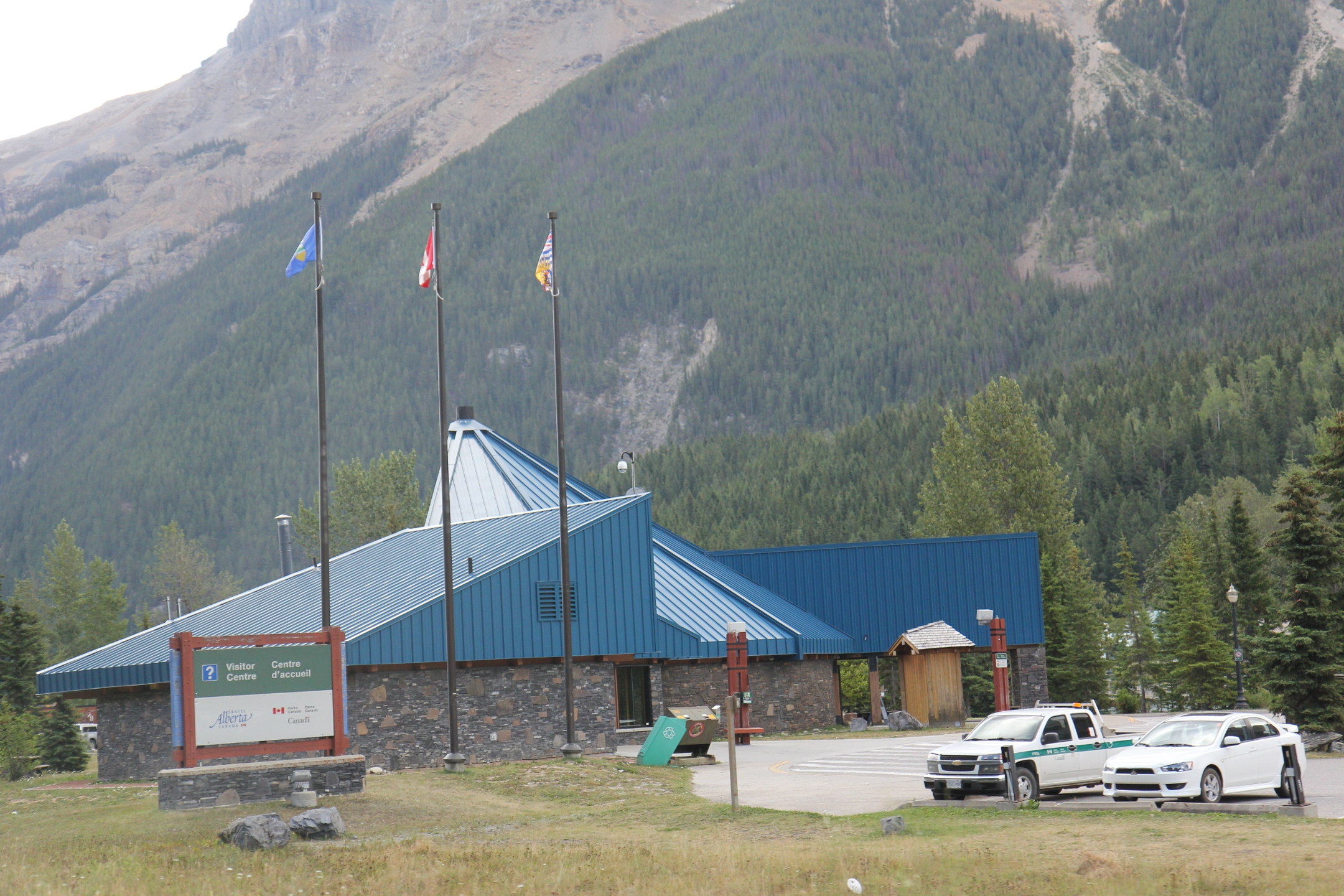
Центр відвідувачів Альберти

Альберта була туристичним напрямком з перших днів 20-го століття з визначними пам’ятками, зокрема національними парками, національними історичними місцями Канади, міськими мистецькими та культурними об’єктами, відкритими місцями для катання на лижах, походів і кемпінгу, торговими центрами, такими як West Edmonton Mall, фестивалями просто неба, професійними спортивними змаганнями, міжнародними спортивними змаганнями, такі як Ігри Співдружності та Зимові Олімпійські ігри, а також більш еклектичні пам’ятки.

## Огляд
Калгарі та Едмонтон, а також більші регіони Канадських Скелястих гір (Національний парк Банф і Національний парк Джаспер) є найпопулярнішими напрямками для відвідувачів. West Edmonton Mall в Едмонтоні є найбільш відвідуваною пам'яткою провінції. Близько мільйона відвідувачів щороку відвідують Стампід у Калгарі, свято канадського Дикого Заходу та індустрії тваринництва. Едмонтон, відомий як Фестивальне місто Канади, може похвалитися літнім календарем безперервних фестивалів, включаючи Едмонтонський міжнародний театральний фестиваль Fringe та Едмонтонський фестиваль народної музики.
Уряд Альберти розділив туризм на чотири великі регіони.  Станом на 2014 рік: Північна Альберта, яка зафіксувала 1,81 мільйона відвідувань,  Центральна Альберта 8,45 мільйона , Південна Альберта з 4,29 мільйонами  і Канадські Скелясті гори з 4,35 мільйонами.  Крім того, Calgary & Area та Edmonton & Areas охоплюють два найбільших міста, Едмонтон і Калгарі та райони навколо них.  Станом на 2014 рік у Калгарі та регіоні було 8,27 мільйона відвідувань , а в Едмонтоні та регіоні – 8,43 мільйона. 

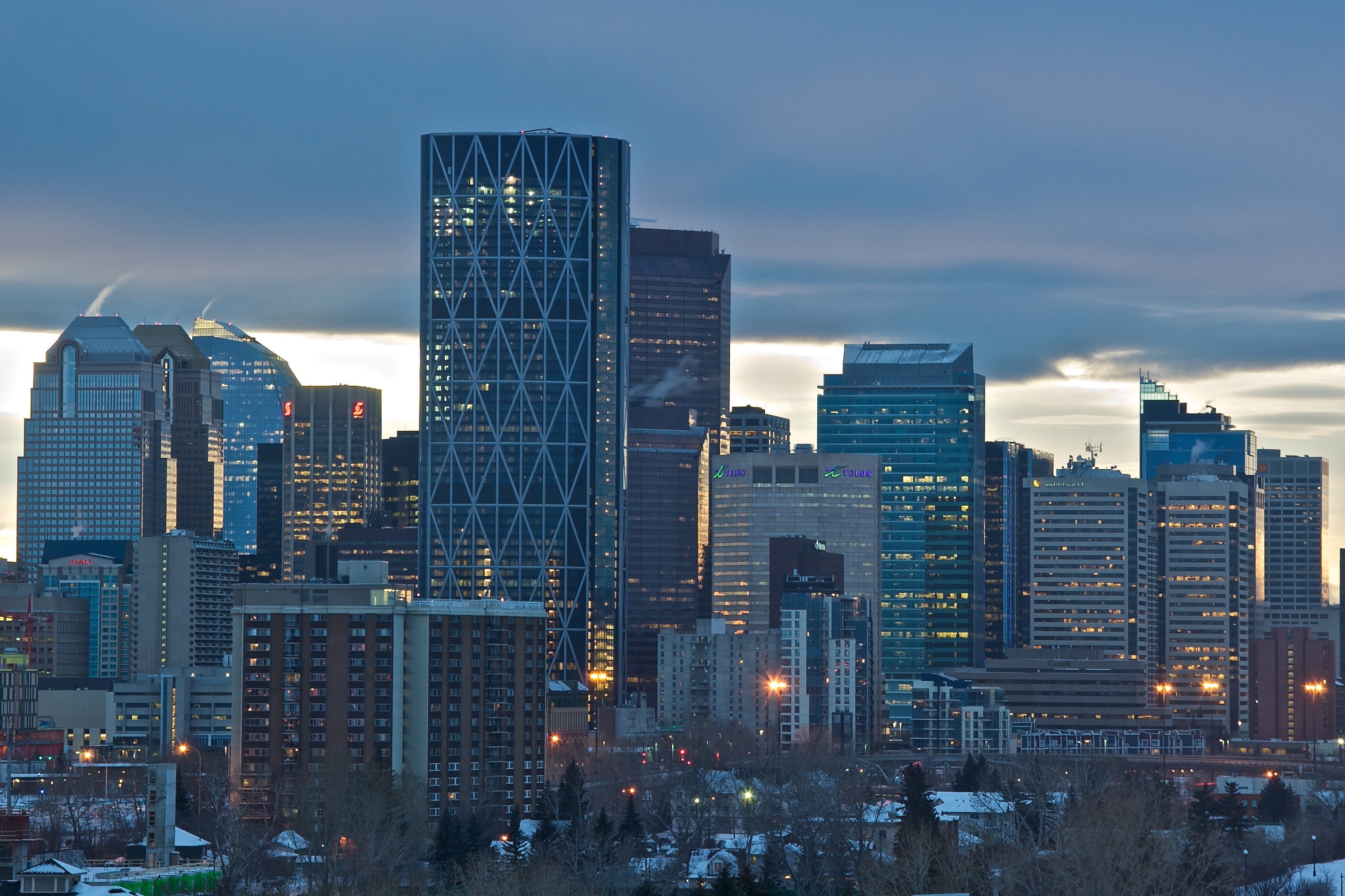
Горизонт Калгарі на заході сонця

## Туристичні пам'ятки

### Гори
Канадські Скелясті гори на південному заході Альберти є головною визначною пам’яткою для скелелазіння та піших прогулянок із розгалуженою парковою системою та гірськими вершинами, що сягають понад 3000 м. Система заміського парку Кананаскіс має численні стежки для піших прогулянок та верхової їзди, а на деяких річках можна сплавлятися на плотах.

### Катання на лижах
Альберта є важливим напрямком для туристів, які полюбляють кататися на лижах. Вона може похвалитися декількома гірськолижними курортами світового класу, такими як Накіска і Фортеця в Кананаскісі, Саншайн-Віллідж, Маунт-Норквей і гірський курорт Лейк-Луїз в районі Банф або Мармот-Бейсін біля Джаспера. Олімпійський парк Канади з гірськолижним спуском і стрибками на лижах розташований у місті Калгарі.

### Полювання та риболовля
Мисливці та рибалки з усього світу можуть забрати додому вражаючі трофеї та небилиці зі свого досвіду в незайманій природі Альберти. Річка Боу славиться нахлистовою риболовлею та популяцією форелі. У багатьох озерах Альберти є зручності для риболовлі, як-от кемпінги та причали для човнів.

### Музеї
Перегляньте Список музеїв Альберти
Музеї Альберти:
- Королівський музей Альберти в Едмонтоні є офіційним музеєм провінції та найбільшим музеєм західної Канади.
- Музей і архів Галта є основним музеєм у Летбриджі та найбільшим музеєм у провінції на південь від Калгарі .
- Heritage Park Historical Village — історичний парк у Калгарі . Парк розташований на 66 акрах (267 000 м 2 ) паркової зони на березі Гленморського водосховища, уздовж південно-західної околиці міста. Це одна з найбільш відвідуваних туристичних визначних пам'яток міста.
- Садиба Міхельсена — типова садиба епохи 1890-х років, розташована в Національному історичному місці Канади Стерлінг . У 2001 році його було оголошено провінційним історичним місцем Альберти та відреставровано до оригінального вікторіанського стилю 19 століття.
- Королівський палеонтологічний музей Тіррелла в Драмхеллері – це музей, який заніс 5 Книг рекордів Гіннеса (станом на листопад 2021 року), включаючи найкраще збереженого броньованого динозавра у світі. [8] [9]

### Національні та провінційні парки

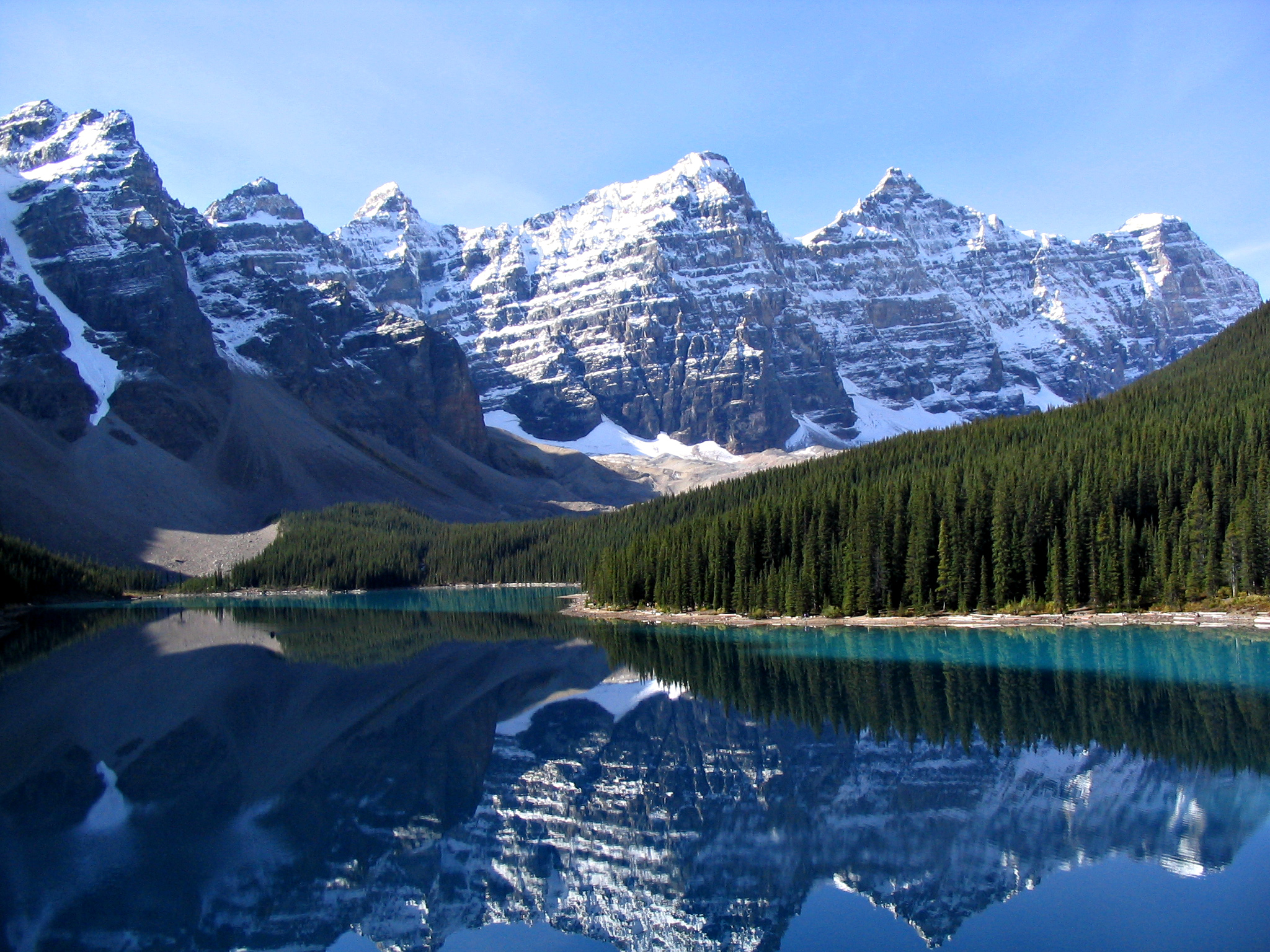
Озеро Морейн і Долина десяти вершин

П'ять національних парків розташовані у провінції Альберта, причому Банф, Джаспер, Вотертон-Лейкс і національний парк Елк-Айленд є найпопулярнішими туристичними напрямками. 69 провінційних парків, 33 провінційних парки дикої природи, 248 провінційних зон відпочинку, 16 екологічних заповідників, 3 зони дикої природи, 149 природних територій і пасовищ також охороняються на провінційному рівні.
Альберта містить п'ять із 13 канадських об'єктів Всесвітньої спадщини ЮНЕСКО. Це канадські парки Скелястих гір (включаючи національні парки Банф і Джаспер), Міжнародний парк миру Вотертон-Глейшер, Національний парк Вуд-Баффало, Провінційний парк динозаврів і Гед-Смешт-Ін-Баффало-Джамп.

### Залізниця
У східно-центральній частині Альберти знаходиться Alberta Prairie Railway Excursions, популярна туристична визначна пам’ятка, яка працює зі Стетлера і приваблює відвідувачів з усього світу. Вона може похвалитися одним із небагатьох діючих парових потягів у світі, які пропонують подорожі по хвилястим пейзажам прерій.
Ще одна популярна туристична пам’ятка, розташована поблизу Національного історичного пам’ятника Канади в Стірлінгу, – Історичний залізничний парк Галт. Відреставрований міжнародний залізничний вокзал Північно-Західних територій 1890 року, станція містить багато експонатів життя та подорожей 1880-х років. У 2000 році станція була перенесена зі свого колишнього місця розташування в Куттс, Альберта, Канада, і Світграсс, штат Монтана, США, на поточне місце поблизу Стірлінга.
Туристи також їздять на Canadian, Rocky Mountaineer і Royal Canadian Pacific, які є орієнтованими на туристів пасажирськими маршрутами, які курсують мальовничими маршрутами через канадські Скелясті гори.

## Значні події в туризмі Альберти
Історія туристичних подій Альберти: 
- 1885: засновано національний парк Банф, який став першим у Канаді та третім у світі [11]
- 1912: відкрито будівлю законодавчого органу Альберти; Дебюти Calgary Exhibition і Stampede ; Перший кінотеатр Альберти, Empress Theatre, відкривається у форті Маклеод
- 1921: відкрито дорогу з Банфа до озера Луїза
- 1923: відкрито дорогу з Банфа в Радій ; Перші конкурентоспроможні перегони у вагонах на Calgary Stampede
- 1927: 25 липня 1927 відкрився готель Prince of Wales у Вотертоні
- 1932: засновано міжнародний парк миру Вотертон-Глейшер; Going-to-the-Sun Road відкривається у Вотертоні
- 1936: потяг Chinook почав курсувати між Калгарі та Едмонтоном (зараз експонується в Канадському музеї залізничних подорожей)
- 1940: відкривається перша чайна на Сірчаній горі; Відкривається Icefields Parkway
- 1959: відкривається Sulphur Mountain Gondola - перша двокабельна гондола в Північній Америці та перша в історії гондола в Канаді; Перші стежки спадщини (пішохідні стежки з розміщеною історичною інформацією), відкриті в Банфі, включно з стежками Hoodoos і Bow Summit
- 1962: дні Клондайку розпочалися в Едмонтоні як продовження Едмонтонської виставки, яка сама бере початок у 1879 році.
- 1967: Сент-Пол відкриває майданчик для приземлення НЛО, щоб відсвяткувати сторіччя Конфедерації
- 1967: Провінційний музей Альберти/Едмонтона відкривається 6 грудня як проект Альберти до сторіччя Канади (тепер відомий як Королівський музей Альберти).
- 1968: 30 червня відкривається Calgary Tower
- 1975: у Калгарі засновано парк Фіш-Крік ; Українська писанка " Писанка " [ 10-метрів-high (33 фут) статуя], встановлена у Вегревілі, на честь поселення українських іммігрантів на схід від Едмонтону
- 1977: відкривається країна Кананаскіс
- 1978: Ігри Співдружності відбулися в Едмонтоні
- 1981: відкривається Торговий центр West Edmonton Mall, Фаза II і Fantasyland у 1983 році та Фаза III та Всесвітній аквапарк у 1985 році; Гед-Смешт-Ін-Баффало-Джамп внесено до списку Всесвітньої спадщини
- 1985: Королівський музей палеонтології Тіррелла відкривається в Драмгеллері ; Інтерпретаційний центр Frank Slide відкривається 28 квітня; У Форт-МакМеррей відкривається Інтерпретаційний центр нафтових пісків
- 1986: Розумник у Galaxyland сходить з рейок і вбиває трьох вершників
- 1988: XV зимові Олімпійські ігри відбулися в Калгарі
- 1990: 30 червня в Калгарі відкрито Музей полків
- 1991: Saamis Teepee встановлено в Медисин-Гет; споруда, спочатку побудована для Олімпійських ігор у Калгарі в 1988 році, є найбільшим у світі тепі
- 1995: Fantasyland змінює назву на «Galaxyland» після судового позову від Disney
- 1996: відкриття музею Torrington Torrington Gopher Hole
- 1997: відкривається Канадський нафтовий інтерпретаційний центр на честь початку експлуатації нафтової свердловини Leduc № 1 3 лютого 1947 року; Перший відрізок Трансканадської стежки, маршрут Bow Corridor Link Trail, був відкритий 18 жовтня; Town of Legal відкриває перший із 28 фресок
- 2000: Діно 2000 відкривається в Драмхеллері як проект Міленіуму в серпні. Восьмиповерхова скульптура T-Rex містить оглядовий майданчик у голові; У Калгарі відкривається скейт-парк Shaw Millennium, найбільший у світі публічний відкритий скейт-парк.
- 2006: Військові музеї оголосили 3 червня про реорганізацію колишнього Музею полків, Військово-морського музею Альберти та елементів Аерокосмічного музею Калгарі.